# Sikaiana clymene
Sikaiana clymene är en insektsart som beskrevs av Frederick Arthur Godfrey Muir 1913. Sikaiana clymene ingår i släktet Sikaiana och familjen Derbidae. Inga underarter finns listade i Catalogue of Life.